# Sacheon
Sacheon (en coreano:사천시, romanización revisada: sacheonsi, léase: sáchon) es una ciudad ubicada en la provincia de Gyeongsang del Sur al sur de la república de Corea del Sur. Está ubicada al sur de Seúl a unos 300 km y a 80 km al oeste de Busan. Su área es de 396,3 km² y su población total es de 116,688.

## Administración
La ciudad de Sacheon se divide en 1 eup, 7 myeon y 6 dong.

## Historia
La ciudad tal como existe ahora es el resultado de la fusión de Sacheon-gun y Samcheonpo-si en el año 1995. La parte norte de la ciudad se llama Sacheon-eub y está situado en la parte superior de la bahía Sacheon, cerca de Jinju. La parte sur de la ciudad se encuentra en el antiguo Samcheonpo-si, que se encuentra en la desembocadura de la Bahía de Sacheon.

## Economía
La parte urbanizada de Sacheon (Sacheon-eub) y los asentamientos costeros de Samcheon-po tradicionalmente han tenido diferentes funciones económicas. Samcheon-po tiene un buen puerto y ha sido sostenida por la pesca y otras industrias marinas durante cientos de años. Esta parte de la ciudad sigue siendo un centro regional para estas industrias. Por ejemplo, el puerto de Samcheonpo es el sitio de un importante mercado de pescado y un número de centros de distribución de peces vivos. Sacheon-eub contiene las instalaciones de fábricas, transportes e industrias.
La Korea Aerospace Industries y BAT Korea, una compañía de tabaco tienen sus sedes centrales aquí.
Gran parte de la zona comprendida entre Sacheon-eub y Samcheon-po consiste en una estrecha llanura costera, se dedica a frutas y la agricultura.

## Ciudades hermanas
- Miyoshi, Hiroshima.